# پرونیرس
پرونیرس (به فرانسوی: Pruniers) یک کمون در فرانسه است که در اندر واقع شده‌است. پرونیرس ۴۹ کیلومتر مربع مساحت و ۵۳۶ نفر جمعیت دارد و ۱۶۷ متر بالاتر از سطح دریا واقع شده‌است.